# 沖縄県小学校の廃校一覧
沖縄県小学校の廃校一覧（おきなわけんしょうがっこうのはいこういちらん）は、沖縄県内の廃校になった小学校の一覧。対象となるのは、学制改革（1947年）以降に廃校となった小学校と分校である。学校名は廃校当時のもの。廃校時に小学校が所在していた自治体がその後合併により消滅している場合は、現行の自治体に含める。また現在休校中の県内の小学校（分校）も、参考として記載する。
（）内は廃校になった年（もしくは休校になった年）、統合先の小学校など。なお、※印付きの小学校は、廃校決定まで数年～数十年の休校期間があった小学校である。

## 那覇市
- 那覇市立前島小学校（2014年久茂地小と統合し那覇市立那覇小学校へ）[1]
- 那覇市立久茂地小学校（2014年前島小と統合し那覇小へ）[1]

## 石垣市
- 大浜教育区立明石小中学校分校（1957年）[2]
- 大浜教育区立伊原間小学校（1963年石垣市立明石小学校〈当時：大浜区立〉へ統合）[2]
- 石垣市立平久保小学校（2024年）[3]

## 名護市
- 琉球政府立澄井小中学校（1972年琉球政府立那覇養護学校〈現：沖縄県立那覇特別支援学校〉へ統合され同校澄井分校に、1980年沖縄県立名護養護学校〈現：沖縄県立名護特別支援学校〉へ移管[4]、廃校時期不詳）
- 名護市立久志小学校〈旧〉（2009年統合により久志小〈現：名護市立小中一貫校緑風学園久志小学校・久志中学校〉へ）[5]
- 名護市立三原小学校（同上）[5]
- 名護市立嘉陽小学校（同上）[5]
- 名護市立天仁屋小学校（同上）[5]
- 名護市立源河小学校（2013年名護市立真喜屋小学校へ統合）[6]

## 沖縄市
- 美里村立美東小学校古謝分校（1953年）[7]
- 越来村立諸見初等学校山内分教場（1955年4月18日）[7]

## うるま市
- うるま市立伊計小中学校（2012年統合によりうるま市立彩橋小中学校へ）[8]
- うるま市立宮城小学校（同上）[8]
- うるま市立桃原小学校（同上）[8]
- うるま市立比嘉小学校（同上）[8]
- うるま市立平安座小中学校（同上）[8]
- 具志川教育区立具志川小学校〈旧〉（1955年具志川教育区立金武湾初等学校〈現：うるま市立具志川小学校〉へ統合）[9]

## 宮古島市
- 宮古島市立大神小学校（2008年休校、2011年廃校）[10]
- 宮古島市立宮原小学校（2015年宮古島市立鏡原小学校へ統合）[11]
- 宮古島市立宮島小学校（2017年休校、2018年宮古島市立狩俣小学校へ統合）[12]
- 宮古島市立佐良浜小学校（2019年伊良部小・佐良浜中・伊良部中と統合し宮古島市立伊良部島小学校・中学校へ）[13]
- 宮古島市立伊良部小学校（2019年佐良浜小・佐良浜中・伊良部中と統合し伊良部島小・中へ）[13]
- 琉球政府立宮古稲沖小中学校（1972年那覇養護学校に統合され同校稲沖分校に、1977年沖縄県立宮古養護学校〈現：沖縄県立宮古特別支援学校〉稲沖分校を経て同年12月休校、1981年廃校）
- 宮古島市立来間小学校（2020年宮古島市立下地小学校へ統合）[14]

## 南城市
- 知念村立具志堅小学校（1952年南城市立知念小学校〈当時：知念村立〉へ統合）[15]

## 国頭郡
- 国頭村立楚洲小学校（2004年国頭村立安田小学校へ統合）[16]
- 国頭村立佐手小学校辺野喜分校（2009年休校、2013年廃校）[17]
- 国頭村立佐手小学校（2019年休校、児童は国頭村立辺土名小学校へ通学[18]、2023年廃校[19]）
- 国頭村立北国小学校（2019年休校、児童は辺土名小へ通学[20]、2023年廃校[19]）
- 大宜味村立大宜味小学校〈旧〉（2016年統合により大宜味村立大宜味小学校〈新〉へ）[21]
- 大宜味村立津波小学校（同上）[21]
- 大宜味村立喜如嘉小学校（同上）[21]
- 大宜味村立塩屋小学校（同上）[21]
- 今帰仁村立湧川小学校（2010年今帰仁村立天底小学校へ統合）[22]
- 今帰仁村立古宇利小学校（2013年天底小へ統合）[23]
- 本部町立伊野波小学校（1978年本部町立本部小学校へ統合）[24]
- 本部町立浜元小学校（1980年本部小へ統合）[24]
- 本部町立豊川小学校（1980年統合により上本部小へ）[25]
- 本部町立新里小学校（同上）[25]
- 本部町立謝花小学校（同上）[25]
- 本部町立本部小学校健堅分校（2009年）[24]
- 本部町立崎本部小学校（2020年本部小へ統合）[26]
- 本部町立上本部小学校（2020年上本部中と統合し義務教育学校本部町立上本部学園へ）[25]

## 中頭郡
- 中城村立津覇小学校南上原分校（2013年中城小学北上原分校と統合し中城村立中城南小学校へ）[27]
- 中城村立中城小学校北上原分校（2013年津覇小南上原分校と統合し中城南小へ）[28]

## 島尻郡
- 仲里村立仲里小学校奥武分校（1974年）[29]

## 宮古郡
- 多良間村立多良間小学校水納分校（1978年）[10]

## 八重山郡
- 竹富町立由布小学校（1971年古見小へ統合）[30]
- 竹富町立網取小学校（1971年）
- 竹富町立上地小学校（1975年）[31]
- 竹富町立古見小学校（2024年竹富町立大原小学校へ統合）[32]